# روابط پاکستان و تاجیکستان
روابط پاکستان و تاجیکستان روابط خارجی میان پاکستان و تاجیکستان است.
فاصله دو کشور فقط ۱۰ مایل (۱۶ کیلومتر) در نزدیک‌ترین نقطه است. دالان واخان نوار باریکی از سرزمین در شمال شرقی افغانستان است که تا چین گسترش یافته و تاجیکستان را از پاکستان جدا می‌کند.

## تاریخچه روابط
روابط دو کشور با استقلال یافتن جمهوری تاجیکستان پس از فروپاشی اتحاد جماهیر شوروی سوسیالیستی برقرار شد. تجارت و همکاری میان دو کشور به‌طور پیوسته رشد کرده‌است و چندین اجلاس در مورد چگونگی بهبود تجارت دوجانبه برگزار شده‌است. در مارس ۲۰۰۸ سعید سعیدبیگ، سفیر تاجیکستان، اعلام کرد که کشورش می‌تواند برق ارزان به پاکستان و ایران صادر کند.
در سال ۲۰۱۹، پاکستان تسهیلات ویزا هنگام ورود را برای دارندگان گذرنامه تاجیکستان اعلام کرد.

## تاجیک‌ها در پاکستان
حداقل یک میلیون و ۲۰۰ هزار تاجیک در پاکستان زندگی می‌کنند . در سالهای اخیر، بسیاری از تاجیکان از تاجیکستان به دلیل شرایط اقتصادی حاکم در کشورشان در پاکستان اقامت گزیده‌اند، بسیاری در شهر ایسکومان در شمال این کشور ساکن شده‌اند. در سال ۱۹۷۹، با حمله اتحاد جماهیر شوروی به افغانستان، تعداد زیادی از پناهندگان تاجیک از آن کشور آمدند و در سراسر پاکستان مستقر شدند. تعداد دقیق آنها دشوار است زیرا بسیاری از آن‌ها به کارت‌های هویت رسمی ندارند. همچنین تعداد زیادی تاجیک‌ها از افغانستان به‌طور دائم در پاکستان ساکن شده‌اند. بسیاری از پناهندگان تاجیک از تاجیکستان که در پاکستان زندگی می‌کردند به تاجیکستان بازگشتند.